# Список глав государств в 1952 году
| 1951 ← Список глав государств по годам → 1953 |

В списке перечислены лидеры государств по состоянию на 1952 год. В том случае, если ведущую роль в государстве играет коммунистическая партия, указан как де-юре глава государства — председатель высшего органа государственной власти, так и де-факто — глава коммунистической партии.
Цветом выделены страны, в которых в данном году произошли смены власти вследствие следующих событий:
- Получение страной независимости;
- Военный переворот, революция, всеобщее восстание ;
- Президентские выборы;
- парламентские выборы, парламентский кризис;
- Смерть одного из руководителей страны;
- Иные причины.

## Азия
|                                                          | Арабские эмираты (протектораты Великобритании)                   |                                              |                                                        | | |  |
|                                                          |                                                                  | Абу-Даби                                     | Эмир                                                   | Шахбут ибн Султан Аль Нахайян | 1928 год—1966 год |  |
|                                                          | Аджман                                                           | Эмир                                         | Рашид III ибн Хумайд                                   | 1928 год—1981 год | |  |
|                                                          | Дубай                                                            | Шейх                                         | Саид ибн Мактум                                        | 1912 год—1958 год | |  |
|                                                          | Рас-эль-Хайма                                                    | Эмир                                         | Сакр ибн Мухаммад                                      | 1948 год—2010 год | |  |
|                                                          | Умм-эль-Кайвайн                                                  | Эмир                                         | Ахмад II бин Рашид аль-Муалла                          | 1929 год—1981 год | |  |
|                                                          | Эль-Фуджайра                                                     | Шейх                                         | Мохаммед бин Хамад                                     | 1938 год—1974 год | |  |
|                                                          | Шарджа                                                           | Шейх                                         | Сакр III бин Султан                                    | 1951 год—1965 год | |  |
|                                                          | Афганистан                                                       | Афганистан                                   | Король                                                 | Захир-шах | 1933 год—1973 год |  |
| Премьер-министр                                          | Афганистан                                                       | Афганистан                                   | Шах Махмуд-хан                                         | 1946 год—1953 год | |  |
|                                                          | Бахрейн (протекторат Великобритании)                             | Бахрейн (протекторат Великобритании)         | Хаким                                                  | Салман ибн Хамад Аль Халифа | 1942 год—1961 год |  |
|                                                          | Союз Бирма                                                       | Союз Бирма                                   | Президент                                              | Со Шве Тай Ба У | 1948 год—1952 год 1952 год—1957 год |  |
| Премьер-министр                                          | Союз Бирма                                                       | Союз Бирма                                   | У Ну                                                   | 1948 год—1956 год, 1957 год—1958 год, 1960 год—1962 год | |  |
| Шанские княжества                                        |                                                                  |                                              |                                                        | | |  |
|                                                          | Йонгве                                                           | Саофа                                        | Со Шве Тай                                             | 1926 год—1959 год | |  |
| Кенгтунг                                                 | Саофа                                                            | Саи Лонг                                     | 1945 год—1959 год                                      | | |  |
| Локсок (Ятсок)                                           | Саофа                                                            | Хкун Нсар                                    | 1946 год—1959 год                                      | | |  |
| Мокме                                                    | Саофа                                                            | Хкун Хконг                                   | 1915 год—1959 год                                      | | |  |
| Монгнай                                                  | Саофа                                                            | Сао Пи                                       | 1949 год—1959 год                                      | | |  |
| Монгпай                                                  | саофа                                                            | Хкун Пин Нья                                 | 1908 год—1959 год                                      | | |  |
| Монгпон                                                  | Саофа                                                            | Хсо Хом                                      | 1947 год—1959 год                                      | | |  |
| Северное Сенви                                           | Саофа                                                            | Хом Хпа                                      | 1915 год—1959 год                                      | | |  |
| Сипау                                                    | Саофа                                                            | Кья Сенг                                     | 1947 год—1959 год                                      | | |  |
| Южное Сенви                                              | Саофа                                                            | Хсу Хом                                      | 1946 год—1959 год                                      | | |  |
|                                                          | Бруней (протекторат Великобритании)                              | Бруней (протекторат Великобритании)          | Султан                                                 | Омар Али Сайфуддин III | 1950 год—1967 год |  |
|                                                          | Бутан                                                            | Бутан                                        | Король                                                 | Джигме Вангчук Джигме Дорджи Вангчук | 1926 год—1952 год 1952 год—1972 год |  |
|                                                          | Государство Вьетнам                                              | Государство Вьетнам                          | Президент                                              | Бао-дай | 1949 год—1955 год |  |
| Премьер-министр                                          | Государство Вьетнам                                              | Государство Вьетнам                          | Чан Ван Хыу Нгуен Ван Там                              | 1950 год—1952 год 1952 год—1953 год | |  |
|                                                          | Демократическая Республика Вьетнам                               | Демократическая Республика Вьетнам           | Президент                                              | Хо Ши Мин | 1945 год—1969 год |  |
| Премьер-министр                                          | Демократическая Республика Вьетнам                               | Демократическая Республика Вьетнам           | Хо Ши Мин                                              | 1945 год—1955 год | |  |
| Флаг Израиля                                             | Израиль                                                          | Израиль                                      | Президент                                              | Хаим Вейцман Иосиф Шпринцак (и. о.) Ицхак Бен-Цви | 1949 год—1952 год 1952 год 1952 год—1963 год |  |
| Флаг Израиля                                             | Израиль                                                          | Израиль                                      | Премьер-министр                                        | Давид Бен-Гурион | 1948 год—1954 год, 1955 год—1963 год |  |
|                                                          | Индия                                                            | Индия                                        | Президент                                              | Раджендра Прасад | 1950 год—1962 год |  |
| Премьер-министр                                          | Индия                                                            | Индия                                        | Джавахарлал Неру                                       | 1947 год—1964 год | |  |
| Флаг Индонезии                                           | Индонезия                                                        | Индонезия                                    | Президент                                              | Сукарно | 1945 год—1949 год, 1950 год—1967 год |  |
| Флаг Индонезии                                           | Индонезия                                                        | Индонезия                                    | Премьер-министр                                        | Сукиман Вирьосанджойо Вилопо | 1951 год—1952 год 1952 год—1953 год |  |
|                                                          | Иордания                                                         | Иордания                                     | Король                                                 | Талал ибн Абдалла Хусейн ибн Талал | 1951 год—1952 год 1952 год—1999 год |  |
| Премьер-министр                                          | Иордания                                                         | Иордания                                     | Тавфик Абу аль-Худа                                    | 1947 год—1950 год, 1951 год—1953 год, 1954 год—1955 год | |  |
|                                                          | Ирак                                                             | Ирак                                         | Король                                                 | Фейсал II | 1939 год—1958 год |  |
| Премьер-министр                                          | Ирак                                                             | Ирак                                         | Нури ас-Саид Мустафа Махмуд аль-Умари Нуреддин Махмуд  | (1930 год—1932 год, 1938 год—1940 год, 1941 год—1944 год, 1946 год—1947 год, 1949 год, 1950 год—1952 год, 1954 год—1957 год, 1958 год) 1952 год 1952 год—1953 год | |  |
|                                                          | Иран                                                             | Иран                                         | Шах                                                    | Мохаммед Реза Пехлеви | 1941 год—1979 год |  |
| Премьер-министр                                          | Иран                                                             | Иран                                         | Мохаммед Мосаддык Ахмад Кавам                          | (1951 год—1952 год, 1952 год—1953 год) (1921 год, 1922 год—1923 год, 1942 год—1943 год, 1946 год—1947 год, 1952 год)                                              | |  |
|                                                          | Йеменское королевство                                            | Йеменское королевство                        | Король                                                 | Ахмед бен Яхья Хамидаддин | 1948 год—1962 год |  |
|                                                          | Йеменские султанаты и шейхства (протекторат Великобритании Аден) |                                              |                                                        | | |  |
|                                                          |                                                                  | Алави                                        | Шейх                                                   | Салих ибн Сайель аль-Алави | 1940 год—1967 год |  |
|                                                          | Акраби                                                           | Шейх                                         | Мухаммад ибн Аль-Фадль аль-Акраби                      | 1940 год—1957 год | |  |
|                                                          | Аудхали                                                          | султан                                       | Салих ибн Аль-Хусейн                                   | 1928 год—1967 год | |  |
|                                                          | Верхний Аулаки                                                   | Султан                                       | Авад ибн Салих                                         | 1935 год—1967 год | |  |
|                                                          | Верхняя Яфа                                                      | Султан                                       | Мухаммад II бин Салих аль-Хархара                      | 1948 год—1967 год | |  |
|                                                          | Дали                                                             | Эмир                                         | Али II бин Али аль-Амири                               | 1947 год—1954 год | |  |
|                                                          | Касири                                                           | Султан                                       | Аль-Хусейн ибн Али                                     | 1949 год—1967 год | |  |
|                                                          | Куайти                                                           | Султан                                       | Салех ибн Галиб аль-Куайти                             | 1936 год—1956 год | |  |
|                                                          | Лахедж                                                           | Султан                                       | Фадл V ибн Абд аль-Карим Али III ибн Абд аль-Карим     | 1947 год—1952 год 1952 год—1958 год | |  |
|                                                          | Мафлахи                                                          | Шейх                                         | Аль-Касим ибн Абд аль-Рахман                           | 1920 год—1967 год | |  |
|                                                          | Нижний Аулаки                                                    | Султан                                       | Насир III ибн Айдарус аль-Аулаки                       | 1947 год—1967 год | |  |
|                                                          | Нижняя Яфа                                                       | Cултан                                       | Айдарус ибн Мухсин аль-Афифи                           | 1925 год—1958 год | |  |
|                                                          | Фадли                                                            | Cултан                                       | Абдаллах IV бин Усман аль-Фадли                        | 1941 год—1962 год | |  |
|                                                          | Шаиб                                                             | Шейх                                         | Кассем ибн Али аль-Саклади                             | 1948 год—1954 год | |  |
|                                                          | Камбоджа (протекторат Франции)                                   | Камбоджа (протекторат Франции)               | Король                                                 | Нородом Сианук | 1941 год—1955 год, 1993 год—2004 год |  |
|                                                          | Катар (протекторат Великобритании)                               | Катар (протекторат Великобритании)           | Эмир                                                   | Али бин Абдалла Аль Тани | 1949 год—1960 год |  |
|                                                          | Китайская Народная Республика                                    | Китайская Народная Республика                | Генеральный секретарь ЦК Коммунистической партии Китая | Мао Цзэдун | 1943 год—1976 год |  |
| Председатель                                             | Китайская Народная Республика                                    | Китайская Народная Республика                | Мао Цзэдун                                             | 1949 год—1959 год | |  |
| Премьер Госсовета                                        | Китайская Народная Республика                                    | Китайская Народная Республика                | Чжоу Эньлай                                            | 1949 год—1976 год | |  |
|                                                          | Китайская Республика (Тайвань)                                   | Китайская Республика (Тайвань)               | Президент                                              | Чан Кайши | 1950 год—1975 год |  |
| Председатель Исполнительного Юаня                        | Китайская Республика (Тайвань)                                   | Китайская Республика (Тайвань)               | Чэнь Чэн                                               | 1950 год—1954 год, 1958 год—1963 год | |  |
|                                                          | Корейская Народно-Демократическая Республика                     | Корейская Народно-Демократическая Республика | Председатель ЦК Трудовой партии Кореи                  | Ким Ир Сен | 1949 год—1966 год |  |
| Председатель Президиума Верховного народного собрания    | Корейская Народно-Демократическая Республика                     | Корейская Народно-Демократическая Республика | Ким Ду Бон                                             | 1948 год—1957 год | |  |
| Председатель кабинета министров                          | Корейская Народно-Демократическая Республика                     | Корейская Народно-Демократическая Республика | Ким Ир Сен                                             | 1948 год—1972 год | |  |
|                                                          | Кувейт (протекторат Великобритании)                              | Кувейт (протекторат Великобритании)          | Шейх                                                   | Абдалла ас-Салем ас-Сабах (Абдалла III) | 1950 год—1961 год |  |
|                                                          | Лаос (протекторат Франции)                                       | Лаос (протекторат Франции)                   | Король                                                 | Сисаванг Вонг | 1946 год—1959 год |  |
| Премьер-министр                                          | Лаос (протекторат Франции)                                       | Лаос (протекторат Франции)                   | Суванна Фума                                           | 1951 год—1954 год, 1956 год—1958 год, 1960 год, 1962 год—1975 год                                                                                                 | |  |
| Флаг Ливана                                              | Ливан                                                            | Ливан                                        | Президент                                              | Бишара эль-Хури Фуад Шехаб (и. о.) Камиль Шамун | 1943 год, 1943 год—1952 год (1952 год, 1958 год—1964 год) 1952 год—1958 год |  |
| Флаг Ливана                                              | Ливан                                                            | Ливан                                        | Премьер-министр                                        | Абдалла Яфи Сами ас-Сольх Назим Аккари Саиб Салам Халед Шехаб | (1938 год—1939 год, 1951 год—1952 год, 1952 год, 1953 год, 1956 год—1958 год, 1966 год, 1968 год—1969 год) (1945 год—1946 год, 1952 год, 1954 год—1955 год, 1956 год—1958 год) 1952 год (1952 год, 1953 год, 1960 год—1961 год, 1970 год—1973 год) (1938 год, 1952 год—1953 год) |  |
|                                                          | Малайская Федерация                                              | Малайская Федерация                          | Король                                                 | Георг VI Елизавета II | 1948 год—1952 год 1952 год—1957 год |  |
| Малайские султанаты (протектораты Великобритании)        |                                                                  |                                              |                                                        | | |  |
|                                                          | Джохор                                                           | Султан                                       | Ибрагим аль Масихур                                    | 1895 год—1957 год | |  |
|                                                          | Кедах                                                            | Cултан                                       | Бадлишах                                               | 1943 год—1958 год | |  |
|                                                          | Келантан                                                         | Султан                                       | Ибрагим                                                | 1944 год—1960 год | |  |
|                                                          | Негери-Сембилан                                                  | Ямтуан бесар                                 | Абдул Рахман                                           | 1933 год—1960 год | |  |
|                                                          | Паханг                                                           | Султан                                       | Абу Бакар Риайат ад-дин Муаззам-шах                    | 1932 год—1974 год | |  |
|                                                          | Перак                                                            | Султан                                       | Юсуф Иззуддин                                          | 1948 год—1963 год | |  |
|                                                          | Перлис                                                           | Раджа                                        | Путра ибни Ал-Мархум                                   | 1945 год—2000 год | |  |
|                                                          | Селангор                                                         | Султан                                       | Хисамуддин                                             | 1938 год—1960 год | |  |
|                                                          | Тренгану                                                         | Султан                                       | Исмаил Насируддин Шах                                  | 1945 год—1979 год | |  |
|                                                          | Мальдивы (протекторат Великобритании)                            | Мальдивы (протекторат Великобритании)        | султан                                                 | Абдул Маджид Диди | 1944 год—1952 год |  |
|                                                          | Монгольская Народная Республика                                  | Монгольская Народная Республика              | Генеральный секретарь ЦК Монгольской народной партии   | Юмжагийн Цеденбал | 1940 год—1954 год |  |
| Председатель Президиума Великого Государственного Хурала | Монгольская Народная Республика                                  | Монгольская Народная Республика              | Гончигийн Бумцэнд                                      | 1940 год—1953 год | |  |
| Председатель Совета министров                            | Монгольская Народная Республика                                  | Монгольская Народная Республика              | Хорлогийн Чойбалсан Юмжагийн Цеденбал                  | 1939 год—1952 год 1952 год—1974 год | |  |
|                                                          | Непал                                                            | Непал                                        | Король                                                 | Трибхуван | 1911 год—1955 год |  |
| Премьер-министр                                          | Непал                                                            | Непал                                        | Матрика Прасад Коирала Прямое правление короля         | (1951 год—1952 год, 1953 год—1955 год) 1952 год—1953 год | |  |
|                                                          | Оман (протекторат Великобритании)                                | Оман (протекторат Великобритании)            | Султан                                                 | Саид бин Таймур | 1932 год—1970 год |  |
| Флаг Пакистана                                           | Пакистан доминион Великобритании                                 | Пакистан доминион Великобритании             | Король                                                 | Георг VI Елизавета II | 1947 год—1952 год 1952 год—1956 год |  |
| Флаг Пакистана                                           | Пакистан доминион Великобритании                                 | Пакистан доминион Великобритании             | Генерал-губернатор                                     | Гулам Мухаммад | 1951 год—1955 год |  |
| Флаг Пакистана                                           | Пакистан доминион Великобритании                                 | Пакистан доминион Великобритании             | Премьер-министр                                        | Хаваджа Назимуддин | 1951 год—1953 год |  |
| Флаг Пакистана                                           |                                                                  | Дир                                          | Наваб                                                  | Мохаммад Шах Джахан Хан | 1925 год—1960 год |  |
| Флаг Пакистана                                           |                                                                  | Калат                                        | Хан                                                    | Ахмад Яр | 1933 год—1955 год |  |
| Флаг Пакистана                                           |                                                                  | Лас Бела                                     | Хан                                                    | Гулям Кадир | 1937 год—1955 год |  |
| Флаг Пакистана                                           |                                                                  | Макран                                       | Наваб                                                  | Баи Хан Гишки Балох | 1948 год—1955 год |  |
| Флаг Пакистана                                           |                                                                  | Хунза                                        | мир                                                    | Мухаммад Джамаль Хан | 1945 год—1974 год |  |
|                                                          | Саудовская Аравия                                                | Саудовская Аравия                            | Король                                                 | Абдул-Азиз Аль Сауд | 1932 год—1953 год |  |
|                                                          | Сикким                                                           | Сикким                                       | Чогьял                                                 | Таши Намгьял | 1914 год—1963 год |  |
|                                                          | Сирия                                                            | Сирия                                        | Президент                                              | Фаузи ас-Селу | 1951 год—1953 год |  |
| Премьер-министр                                          | Сирия                                                            | Сирия                                        | Фаузи ас-Селу                                          | 1951 год—1953 год | |  |
| Флаг Таиланда                                            | Таиланд                                                          | Таиланд                                      | Король                                                 | Рама IX (Пхумипон Адульядет) | 1946 год—2016 год |  |
| Флаг Таиланда                                            | Таиланд                                                          | Таиланд                                      | Премьер-министр                                        | Пибун Сонгкрам (Плек Пибунсонгкрам) | 1938 год—1944 год, 1948 год—1957 год |  |
|                                                          | Турция                                                           | Турция                                       | Президент                                              | Махмуд Джеляль Баяр | 1950 год—1960 год |  |
| Премьер-министр                                          | Турция                                                           | Турция                                       | Али Аднан Мендерес                                     | 1950 год—1960 год | |  |
|                                                          | Филиппины                                                        | Филиппины                                    | Президент                                              | Эльпидио Кирино | 1948 год—1953 год |  |
|                                                          | Цейлон (доминион Великобритании)                                 | Цейлон (доминион Великобритании)             | Король                                                 | Георг VI Елизавета II | 1948 год—1952 год 1952 год—1972 год |  |
| Генерал-губернатор                                       | Цейлон (доминион Великобритании)                                 | Цейлон (доминион Великобритании)             | Гервальд Рэмсботам                                     | 1949 год—1954 год | |  |
| Премьер-министр                                          | Цейлон (доминион Великобритании)                                 | Цейлон (доминион Великобритании)             | Дон Стивен Сенанаяке Дадли Шелтон Сенанаяке            | 1948 год—1952 год (1952 год—1953 год, 1960 год, 1965 год—1970 год)                                                                                                | |  |
|                                                          | Южная Корея                                                      | Южная Корея                                  | Президент                                              | Ли Сын Ман | 1948 год—1960 год |  |
| Премьер-министр                                          | Южная Корея                                                      | Южная Корея                                  | Чан Мён Ли Юн Ён Чан Тхэк Сан Пэк Ту Джин              | (1950 год—1952 год, 1960 год—1961 год) 1952 год (1952 год—1954 год, 1970 год—1971 год)                                                                            | |  |
|                                                          | Япония                                                           | Япония                                       | Император                                              | Хирохито (император Сёва) | 1926 год—1989 год |  |
| Премьер-министр                                          | Япония                                                           | Япония                                       | Сигэру Ёсида                                           | 1946 год—1947 год, 1948 год—1954 год | |  |

## Африка
| Флаг               | Страна                                 | Страна                                 | Должность                                                                             | Имя | Начало и конец срока                 | Фото |
| ------------------ | -------------------------------------- | -------------------------------------- | ------------------------------------------------------------------------------------- | --- | ------------------------------------ | ---- |
|                    | Буганда (протекторат Великобритании)   | Буганда (протекторат Великобритании)   | кабака                                                                                | Мутеса II | 1939 год—1962 год                    |      |
|                    | Бурунди (Подопечная территория ООН)    | Бурунди (Подопечная территория ООН)    | Мвами (король)                                                                        | Мвамбутса IV | 1915 год—1966 год                    |      |
|                    | Египет                                 | Египет                                 | Король                                                                                | Фарук I Фуад II | 1936 год—1952 год 1952 год—1953 год  |      |
| Премьер-министр    | Египет                                 | Египет                                 | Мустафа Наххас-паша Али Махир Ахмад Нагиб аль-Хиляли Хусейн Сирри-паша Мохаммед Нагиб | (1928 год, 1930 год, 1936 год—1937 год, 1942 год—1944 год, 1950 год—1952 год) (1936 год, 1939 год—1940 год, 1952 год, 1952 год) 1952 год (1940 год—1942 год, 1949 год—1950 год, 1952 год) (1952 год—1954 год, 1954 год) |                                      |      |
|                    | Занзибар (протекторат Великобритании)  | Занзибар (протекторат Великобритании)  | Султан                                                                                | Халифа ибн Харуб | 1911 год—1960 год                    |      |
|                    | Либерия                                | Либерия                                | Президент                                                                             | Уильям Табмен | 1944 год—1971 год                    |      |
|                    | Ливия                                  | Ливия                                  | Король                                                                                | Идрис I | 1951 год—1969 год                    |      |
| Премьер-министр    | Ливия                                  | Ливия                                  | Махмуд аль-Мунтасир                                                                   | 1951 год—1954 год, 1964 год—1965 год |                                      |      |
|                    | Марокко (протекторат Франции)          | Марокко (протекторат Франции)          | Султан                                                                                | Мухаммед V | 1927 год—1953 год, 1955 год—1957 год |      |
|                    | Руанда (Подопечная территория ООН)     | Руанда (Подопечная территория ООН)     | мвами                                                                                 | Мутара III | 1931 год—1959 год                    |      |
|                    | Салум (протекторат Франции)            | Салум (протекторат Франции)            | маад                                                                                  | Фоде Но Гуйе Диуф | 1935 год—1969 год                    |      |
|                    | Свазиленд (протекторат Великобритании) | Свазиленд (протекторат Великобритании) | нгвеньяма (король)                                                                    | Собуза II | 1899 год—1982 год                    |      |
|                    | Тунис (протекторат Франции)            | Тунис (протекторат Франции)            | Бей                                                                                   | Мухаммад VIII аль-Амин | 1943 год—1956 год                    |      |
|                    | Эфиопия                                | Эфиопия                                | Император                                                                             | Хайле Селассие | 1930 год—1936 год, 1941 год—1974 год |      |
| Премьер-министр    | Эфиопия                                | Эфиопия                                | Мэконнын Эндалькачоу                                                                  | 1942 год—1957 год |                                      |      |
|                    | Южно-Африканский Союз                  | Южно-Африканский Союз                  | Король                                                                                | Георг VI Елизавета II | 1936 год—1952 год 1952 год—1961 год  |      |
| Генерал-губернатор | Южно-Африканский Союз                  | Южно-Африканский Союз                  | Эрнест Джордж Янсен                                                                   | 1951 год—1959 год |                                      |      |
| Премьер-министр    | Южно-Африканский Союз                  | Южно-Африканский Союз                  | Даниель Франсуа Малан                                                                 | 1948 год—1954 год |                                      |      |

## Европа
| Флаг                                                          | Страна                                    | Страна                                    | Должность                                                        | Имя | Начало и конец срока                                    | Фото |
| ------------------------------------------------------------- | ----------------------------------------- | ----------------------------------------- | ---------------------------------------------------------------- | --- | ------------------------------------------------------- | ---- |
| Флаг Австрии                                                  | Австрия                                   | Австрия                                   | Федеральный президент                                            | Теодор Кёрнер                                                                                                  | 1951 год—1957 год                                       |      |
| Флаг Австрии                                                  | Австрия                                   | Австрия                                   | Федеральный канцлер                                              | Леопольд Фигль                                                                                                 | 1945 год—1953 год                                       |      |
|                                                               | Албания                                   | Албания                                   | Первый секретарь Центрального Комитета                           | Энвер Ходжа | 1941 год—1985 год                                       |      |
| Председатель Президиума Народного собрания                    | Албания                                   | Албания                                   | Омер Нишани                                                      | 1946 год—1953 год                                                                                              |                                                         |      |
| Председатель Совета министров                                 | Албания                                   | Албания                                   | Энвер Ходжа                                                      | 1946 год—1954 год                                                                                              |                                                         |      |
| Флаг Андорры                                                  | Андорра                                   | Андорра                                   | Соправители                                                      | Венсан Ориоль Президент Французской Республики                                                                 | 1947 год—1954 год                                       |      |
| Флаг Андорры                                                  | Андорра                                   | Андорра                                   | Соправители                                                      | Рамон Иглеисас-и-Навори Епископ Урхельский                                                                     | 1943 год—1969 год                                       |      |
| Флаг Бельгии                                                  | Бельгия                                   | Бельгия                                   | Король                                                           | Бодуэн | 1951 год—1993 год                                       |      |
| Флаг Бельгии                                                  | Бельгия                                   | Бельгия                                   | Премьер-министр                                                  | Жозеф Фольен Жан Ван Хаутте                                                                                    | 1950 год—1952 год 1952 год—1954 год                     |      |
|                                                               | Народная Республика Болгария              | Народная Республика Болгария              | Генеральный секретарь ЦК Болгарской коммунистической партии      | Вылко Червенков                                                                                                | 1949 год—1954 год                                       |      |
| Председатель Президиума Народного собрания                    | Народная Республика Болгария              | Народная Республика Болгария              | Георгий Дамянов                                                  | 1950 год—1958 год                                                                                              |                                                         |      |
| Председатель Совета министров                                 | Народная Республика Болгария              | Народная Республика Болгария              | Вылко Червенков                                                  | 1950 год—1956 год                                                                                              |                                                         |      |
|                                                               | Ватикан                                   | Ватикан                                   | Папа                                                             | Пий XII | 1939 год—1958 год                                       |      |
|                                                               | Великобритания                            | Великобритания                            | Король                                                           | Георг VI Елизавета II                                                                                          | 1936 год—1952 год 1952 год—2022 год                     |      |
| Премьер-министр                                               | Великобритания                            | Великобритания                            | Уинстон Черчилль                                                 | 1940 год—1945 год, 1951 год—1955 год                                                                           |                                                         |      |
|                                                               | Венгерская Народная Республика            | Венгерская Народная Республика            | Генеральный секретарь ЦК Венгерской партии трудящихся            | Матьяш Ракоши                                                                                                  | 1948 год—1956 год                                       |      |
| Председатель Президиума Венгерской Народной Республики        | Венгерская Народная Республика            | Венгерская Народная Республика            | Шандор Ронаи Иштван Доби                                         | 1950 год—1952 год 1952 год—1967 год                                                                            |                                                         |      |
| Премьер-министр                                               | Венгерская Народная Республика            | Венгерская Народная Республика            | Иштван Доби Матьяш Ракоши                                        | 1948 год—1952 год 1952 год—1953 год                                                                            |                                                         |      |
|                                                               | Германская Демократическая Республика     | Германская Демократическая Республика     | Генеральный секретарь ЦК Социалистической единой партия Германии | Вальтер Ульбрихт                                                                                               | 1950 год—1971 год                                       |      |
| Президент                                                     | Германская Демократическая Республика     | Германская Демократическая Республика     | Вильгельм Пик                                                    | 1949 год—1960 год                                                                                              |                                                         |      |
| Председатель правительства                                    | Германская Демократическая Республика     | Германская Демократическая Республика     | Отто Гротеволь                                                   | 1949 год—1964 год                                                                                              |                                                         |      |
|                                                               | Греция                                    | Греция                                    | Король                                                           | Павел I | 1947 год—1964 год                                       |      |
| Премьер-министр                                               | Греция                                    | Греция                                    | Николаос Пластирас Димитриос Киусопулос Александрос Папагос      | (1945 год, 1950 год, 1951 год—1952 год) 1952 год 1952 год—1955 год                                             |                                                         |      |
| Флаг Дании                                                    | Дания                                     | Дания                                     | Король                                                           | Фредерик IX | 1947 год—1972 год                                       |      |
| Флаг Дании                                                    | Дания                                     | Дания                                     | Премьер-министр                                                  | Эрик Эриксен                                                                                                   | 1950 год—1953 год                                       |      |
| Флаг Ирландии                                                 | Ирландия                                  | Ирландия                                  | Президент                                                        | Шон Томас О’Келли                                                                                              | 1945 год—1959 год                                       |      |
| Флаг Ирландии                                                 | Ирландия                                  | Ирландия                                  | Премьер-министр (тишек)                                          | Имон де Валера                                                                                                 | 1937 год—1948 год, 1951 год—1954 год, 1957 год—1959 год |      |
| Флаг Исландии                                                 | Исландия                                  | Исландия                                  | Президент                                                        | Свейдн Бьёрнссон Аусгейр Аусгейрссон                                                                           | 1944 год—1952 год 1952 год—1968 год                     |      |
| Флаг Исландии                                                 | Исландия                                  | Исландия                                  | Премьер-министр                                                  | Стейнгримюр Стейнтоурссон                                                                                      | 1950 год—1953 год                                       |      |
|                                                               | Испания                                   | Испания                                   | Каудильо                                                         | Франсиско Франко                                                                                               | 1936 год—1975 год                                       |      |
| Премьер-министр                                               | Испания                                   | Испания                                   | Франсиско Франко                                                 | 1938 год—1973 год                                                                                              |                                                         |      |
|                                                               | Италия                                    | Италия                                    | Президент                                                        | Луиджи Эйнауди                                                                                                 | 1948 год—1955 год                                       |      |
| Премьер-министр                                               | Италия                                    | Италия                                    | Альчиде Де Гаспери                                               | 1945 год—1953 год                                                                                              |                                                         |      |
|                                                               | Лихтенштейн                               | Лихтенштейн                               | Князь                                                            | Франц Иосиф II                                                                                                 | 1938 год—1989 год                                       |      |
| Премьер-министр                                               | Лихтенштейн                               | Лихтенштейн                               | Александр Фрик                                                   | 1945 год—1962 год                                                                                              |                                                         |      |
| Флаг Люксембурга                                              | Люксембург                                | Люксембург                                | Великая герцогиня                                                | Шарлотта | 1919 год—1964 год                                       |      |
| Флаг Люксембурга                                              | Люксембург                                | Люксембург                                | Премьер-министр                                                  | Пьер Дюпон | 1937 год—1953 год                                       |      |
| Флаг Монако                                                   | Монако                                    | Монако                                    | Князь                                                            | Ренье III | 1949 год—2005 год                                       |      |
| Флаг Монако                                                   | Монако                                    | Монако                                    | Премьер-министр                                                  | Пьер Вуазар | 1950 год—1953 год                                       |      |
| Флаг Нидерландов                                              | Нидерланды                                | Нидерланды                                | Королева                                                         | Юлиана | 1948 год—1980 год                                       |      |
| Флаг Нидерландов                                              | Нидерланды                                | Нидерланды                                | Премьер-министр                                                  | Виллем Дрес | 1948 год—1958 год                                       |      |
| Флаг Норвегии                                                 | Норвегия                                  | Норвегия                                  | Король                                                           | Хокон VII | 1905 год—1957 год                                       |      |
| Флаг Норвегии                                                 | Норвегия                                  | Норвегия                                  | Премьер-министр                                                  | Оскар Торп | 1951 год—1955 год                                       |      |
| Флаг Польши                                                   | Польская Народная Республика              | Польская Народная Республика              | Председатель ЦК Польской объединенной рабочей партии             | Болеслав Берут                                                                                                 | 1948 год—1956 год                                       |      |
| Флаг Польши                                                   | Польская Народная Республика              | Польская Народная Республика              | Президент                                                        | Болеслав Берут                                                                                                 | 1947 год—1952 год                                       |      |
| Флаг Польши                                                   | Польская Народная Республика              | Польская Народная Республика              | Председатель Государственного совета                             | Александр Завадский                                                                                            | 1952 год—1964 год                                       |      |
| Флаг Польши                                                   | Польская Народная Республика              | Польская Народная Республика              | Председатель Совета министров                                    | Юзеф Циранкевич Болеслав Берут                                                                                 | 1947 год—1952 год 1952 год—1954 год                     |      |
|                                                               | Португалия                                | Португалия                                | Президент                                                        | Франсишку Кравейру Лопиш                                                                                       | 1951 год—1958 год                                       |      |
| Премьер-министр                                               | Португалия                                | Португалия                                | Антониу ди Салазар                                               | 1932 год—1968 год                                                                                              |                                                         |      |
|                                                               | Румынская Народная Республика             | Румынская Народная Республика             | Генеральный секретарь ЦК Румынской коммунистической партии       | Георге Георгиу-Деж                                                                                             | 1944 год—1954 год                                       |      |
| Председатель Президиума Великого национального собрания       | Румынская Народная Республика             | Румынская Народная Республика             | Константин Пархон Петру Гроза                                    | 1948 год—1952 год 1952 год—1958 год                                                                            |                                                         |      |
| Премьер-министр                                               | Румынская Народная Республика             | Румынская Народная Республика             | Петру Гроза Георге Георгиу-Деж                                   | 1945 год—1952 год 1952 год—1955 год                                                                            |                                                         |      |
| Флаг Сан-Марино                                               | Сан-Марино                                | Сан-Марино                                | Капитаны-регенты                                                 | Доменико Форчеллини и Джованни Теренци Доменико Морганти и Мариано Чекколи Арнальдо Пара и Эудженио Бернардини | 1951 год—1952 год 1952 год 1952 год—1953 год            |      |
|                                                               | Союз Советских Социалистических Республик | Союз Советских Социалистических Республик | Генеральный секретарь ЦК ВКП(б)                                  | Иосиф Сталин                                                                                                   | 1925 год—1952 год                                       |      |
| Председатель Президиума Верховного Совета СССР                | Союз Советских Социалистических Республик | Союз Советских Социалистических Республик | Николай Шверник                                                  | 1946 год—1953 год                                                                                              |                                                         |      |
| Председатель Совета министров                                 | Союз Советских Социалистических Республик | Союз Советских Социалистических Республик | Иосиф Сталин                                                     | 1946 год—1953 год                                                                                              |                                                         |      |
|                                                               | Федеративная Республика Германии          | Федеративная Республика Германии          | Федеральный президент                                            | Теодор Хойс | 1949 год—1959 год                                       |      |
| Федеральный канцлер                                           | Федеративная Республика Германии          | Федеративная Республика Германии          | Конрад Аденауэр                                                  | 1949 год—1963 год                                                                                              |                                                         |      |
|                                                               | Финляндия                                 | Финляндия                                 | Президент                                                        | Юхо Кусти Паасикиви                                                                                            | 1946 год—1956 год                                       |      |
| Премьер-министр                                               | Финляндия                                 | Финляндия                                 | Урхо Калева Кекконен                                             | 1950 год—1953 год, 1954 год—1956 год                                                                           |                                                         |      |
|                                                               | Франция                                   | Франция                                   | Президент                                                        | Венсан Ориоль                                                                                                  | 1947 год—1954 год                                       |      |
| Премьер-министр                                               | Франция                                   | Франция                                   | Рене Плевен Эдгар Фор Антуан Пине                                | (1950 год—1951 год, 1951 год—1952 год) (1952 год, 1955 год—1956 год) 1952 год—1953 год                         |                                                         |      |
|                                                               | Чехословацкая Социалистическая Республика | Чехословацкая Социалистическая Республика | Президент                                                        | Клемент Готвальд                                                                                               | 1948 год—1953 год                                       |      |
| Генеральный секретарь ЦК Коммунистической партии Чехословакии | Чехословацкая Социалистическая Республика | Чехословацкая Социалистическая Республика | Клемент Готвальд                                                 | 1951 год—1953 год                                                                                              |                                                         |      |
| Премьер-министр                                               | Чехословацкая Социалистическая Республика | Чехословацкая Социалистическая Республика | Антонин Запотоцкий                                               | 1948 год—1953 год                                                                                              |                                                         |      |
| Флаг Швейцарии                                                | Швейцария                                 | Швейцария                                 | Президент                                                        | Карл Кобельт                                                                                                   | 1946 год, 1952 год                                      |      |
|                                                               | Швеция                                    | Швеция                                    | Король                                                           | Густав VI Адольф                                                                                               | 1950 год—1973 год                                       |      |
| Премьер-министр                                               | Швеция                                    | Швеция                                    | Таге Фритьоф Эрландер                                            | 1946 год—1969 год                                                                                              |                                                         |      |
|                                                               | Югославия                                 | Югославия                                 | Генеральный секретарь Центрального Комитета                      | Иосип Броз Тито                                                                                                | 1945 год—1980 год                                       |      |
| Председатель Президиума Народной скупщины Югославии           | Югославия                                 | Югославия                                 | Иван Рибар                                                       | 1945 год—1953 год                                                                                              |                                                         |      |
| Председатель Правительства                                    | Югославия                                 | Югославия                                 | Иосип Броз Тито                                                  | 1945 год—1963 год                                                                                              |                                                         |      |

## Океания
| Флаг                | Страна                             | Должность          | Имя                                  | Начало и конец срока                | Фото |
| ------------------- | ---------------------------------- | ------------------ | ------------------------------------ | ----------------------------------- | ---- |
|                     | Австралия                          | Король             | Георг VI Елизавета II                | 1936 год—1952 год 1952 год—2022 год |      |
| Генерал-губернатор  | Австралия                          | Уильям Маккелл     | 1947 год—1953 год                    |                                     |      |
| Премьер-министр     | Австралия                          | Роберт Мензис      | 1939 год—1941 год, 1949 год—1966 год |                                     |      |
| Флаг Новой Зеландии | Новая Зеландия                     | Король             | Георг VI Елизавета II                | 1936 год—1952 год 1952 год—2022 год |      |
| Флаг Новой Зеландии | Новая Зеландия                     | Генерал-губернатор | Бернард Фрейберг Чарльз Норри        | 1946 год—1952 год 1952 год—1957 год |      |
| Флаг Новой Зеландии | Новая Зеландия                     | Премьер-министр    | Сидней Холланд                       | 1949 год—1957 год                   |      |
| Флаг Тонги          | Тонга (протекторат Великобритании) | Королева           | Салоте Тупоу III                     | 1918 год—1965 год                   |      |
| Флаг Тонги          | Тонга (протекторат Великобритании) | Премьер            | Тауфа’ахау Тупоулахи                 | 1949 год—1957 год                   |      |

## Северная и Центральная Америка
| Флаг                          | Страна                    | Должность                        | Имя                                         | Начало и конец срока                                     | Фото |
| ----------------------------- | ------------------------- | -------------------------------- | ------------------------------------------- | -------------------------------------------------------- | ---- |
|                               | Гаити                     | Президент                        | Поль Эжен Маглуар                           | 1950 год—1956 год                                        |      |
| Флаг Гватемалы                | Гватемала                 | Президент                        | Хакобо Арбенс Гусман                        | 1951 год—1954 год                                        |      |
| Флаг Гондураса                | Гондурас                  | Президент                        | Хуан Мануэль Гальвес                        | 1949 год—1954 год                                        |      |
| Флаг Доминиканской Республики | Доминиканская Республика  | Президент                        | Рафаэль Трухильо Эктор Трухильо             | (1930 год—1938 год, 1942 год—1952 год) 1952 год—1960 год |      |
|                               | Канада                    | Король                           | Георг VI Елизавета II                       | 1936 год—1952 год 1952 год—2022 год                      |      |
| Генерал-губернатор            | Канада                    | Харольд Александер Винсент Мэсси | 1946 год—1952 год 1952 год—1959 год         |                                                          |      |
| Премьер-министр               | Канада                    | Луи Сен-Лоран                    | 1948 год—1957 год                           |                                                          |      |
|                               | Коста-Рика                | Президент                        | Отилио Улате Бланко                         | 1949 год—1953 год                                        |      |
|                               | Куба                      | Президент                        | Карлос Прио Сокаррас Фульхенсио Батиста     | 1948 год—1952 год (1940 год—1944 год, 1952 год—1959 год) |      |
| Премьер-министр               | Куба                      | Оскар Ганс Фульхенсио Батиста    | 1951 год—1952 год 1952 год                  |                                                          |      |
|                               | Мексика                   | Президент                        | Мигель Алеман Вальдес Адольфо Руис Кортинес | 1946 год—1952 год 1952 год—1958 год                      |      |
|                               | Никарагуа                 | Президент                        | Анастасио Сомоса Гарсиа                     | 1937 год—1947 год, 1950 год—1956 год                     |      |
|                               | Панама                    | Президент                        | Алькибиадес Аросемена Хосе Ремон            | 1951 год—1952 год 1952 год—1955 год                      |      |
| Флаг Сальвадора               | Сальвадор                 | Президент                        | Оскар Осорио Эрнандес                       | 1950 год—1956 год                                        |      |
|                               | Соединённые Штаты Америки | Президент                        | Гарри Трумэн                                | 1945 год—1953 год                                        |      |

## Южная Америка
| Флаг           | Страна    | Должность                                         | Имя                                                                | Начало и конец срока | Фото |
| -------------- | --------- | ------------------------------------------------- | ------------------------------------------------------------------ | --- | ---- |
| Флаг Аргентины | Аргентина | Президент                                         | Хуан Доминго Перон                                                 | 1946 год—1955 год, 1973 год—1974 год                                                                                         |      |
| Флаг Боливии   | Боливия   | Президент                                         | Уго Бальивиан Рохас Эрнан Силес Суасо(и. о.) Виктор Пас Эстенссоро | 1951 год—1952 год (1952 год, 1956 год—1960 год, 1982 год—1985 год) (1952 год—1956 год, 1960 год—1964 год, 1985 год—1989 год) |      |
|                | Бразилия  | Президент                                         | Жетулиу Варгас                                                     | 1930 год—1945 год, 1951 год—1954 год                                                                                         |      |
|                | Венесуэла | Президент                                         | Херман Суарес Фламерич Маркос Перес Хименес                        | 1950 год—1952 год 1952 год—1958 год                                                                                          |      |
| Флаг Колумбии  | Колумбия  | Президент                                         | Роберто Урданета Арбелаэс                                          | 1951 год—1953 год |      |
|                | Парагвай  | Президент                                         | Федерико Чавес Кариага                                             | 1949 год—1954 год |      |
| Флаг Перу      | Перу      | Президент                                         | Мануэль Одриа                                                      | 1948 год—1950 год, 1950 год—1956 год                                                                                         |      |
| Флаг Перу      | Перу      | Председатель Совета министров                     | Зенон Норьега Агуэро                                               | 1950 год—1954 год |      |
| Флаг Уругвая   | Уругвай   | Президент                                         | Андрес Мартинес Труэба                                             | 1951 год—1952 год |      |
| Флаг Уругвая   | Уругвай   | Президент Национального правительственного совета | Андрес Мартинес Труэба                                             | 1951 год—1955 год |      |
| Флаг Чили      | Чили      | Президент                                         | Габриэль Гонсалес Видела Карлос Ибаньес дель Кампо                 | 1946 год—1952 год (1927 год—1931 год, 1952 год—1958 год)                                                                     |      |
| Флаг Эквадора  | Эквадор   | Президент                                         | Гало Пласа Лассо Хосе Мария Веласко Ибарра                         | 1948 год—1952 год (1934 год—1935 год, 1944 год—1947 год, 1952 год—1956 год, 1960 год—1961 год, 1968 год—1972 год)            |      |

## Комментарии
1. ↑  Скончался 30 августа 1952 года.
2. ↑  Скончался 9 ноября 1952 года.
3. ↑  Отрёкся от престола по состоянию здоровья в пользу своего сына Хусейна, так как страдал шизофренией.
4. ↑  Наследный принц с 6 сентября 1951 года. Поскольку Хусейну было только 16 лет, до его коронации2 мая 1953 года за него правил Регентский совет.
5. ↑  Ушел в отставку 18 сентября 1952 года после обвинений в коррупции, спровоцировавших массовые демонстрации.
6. ↑  Скончался 6 февраля 1952 года.
7. ↑  Скончался 21 февраля 1952 года. Его наследник Мохамед Амин Диди отказался от трона и инициировал переход от монархии к республике.
8. ↑  До 6 июля 1951 года именовался Председателем Президиума Малого Народного Хурала.
9. ↑  Скончался 26 января 1952 года.
10. ↑  Скончался 6 февраля 1952 года.
11. ↑  Свергнут в ходе Июльской революции 23 июля 1952 года. Отрёкся от престола в пользу новорожденного сына Ахмеда Фуада.
12. ↑  Родился 16 января 1952 года. 26 июля был вывезен отцом, королём Фаруком, в эмиграцию в Италию. Формально его функции исполнял Регентский совет во главе с принцем Мухаммедом Абдель Монеймом, фактически власть находилась в руках лидеров организации «Свободные офицеры». Фактически власть постепенно переходила в руки Совета революционного командования во главе с Мухаммедом Нагибом.
13. ↑  Скончался 6 февраля 1952 года.
14. ↑  Скончался 6 февраля 1952 года.
15. ↑  Скончался 24 января 1952 года.
16. ↑  В соответствии с Конституцией Польской Народной Республики 1952 года должность Президента упразднялась, а Государственный Совет получил полномочия коллективного главы государства.
17. ↑  ВКП(б) была переименована в КПСС. Принятый XIX съездом партии новый устав не предусматривал должности Генерального секретаря. Фактически власть осталась в руках И. В. Сталина.
18. ↑  Правительство подало в отставку 7 января 1952 года.
19. ↑  Скончался 6 февраля 1952 года.
20. ↑  Скончался 6 февраля 1952 года.
21. ↑  Скончался 6 февраля 1952 года.
22. ↑  Свергнут в результате переворота.
23. ↑  Военный, генерал. Занимал пост президента в 1940—1944 годах. Объявил себя президентом, организовав военный переворот 10 марта 1952 года.
24. ↑  Пост вакантен c 4 августа 1952 года до 24 февраля 1955 года.
25. ↑  Военный, генерал. Свергнут в ходе всеобщего восстания 9-11 апреля 1952 года, известного как Боливийская революция 1952 года.
26. ↑  Один из лидеров восстания 9-11 апреля, временный президент до возвращения в страну В.Пас Эстенсоро.
27. ↑  Вернулся из Аргентины 15 апреля. Провозглашён президентом на четырёхлетний срок (до 6 августа 1956 года) как одержавший победу на президентских выборах 6 мая 1951 года.
28. ↑  Глава правительственной хунты. Смещён армией после победы оппозиции на выборах 30 ноября 1952 года.
29. ↑  Военный, полковник. Временный президент до выборов 1953 года.
30. ↑  На прошедшем 16 декабря 1951 года референдуме была одобрена новая Конституция, вступившая в силу 25 января 1952 года и заменившая пост президента коллегиальным Национальным правительственным советом (англ.)рус. (исп. Consejo Nacional de Gobierno) в составе 9 советников.